# الجمعية اليهودية الأسترالية الديمقراطية
الجمعية اليهودية الأسترالية الديمقراطية هي منظمة علمانية تأسست في مدينة ملبورن بولاية فيكتوريا في أستراليا في عام 1984 بهدف تعزيز المناقشة الحرة والعمل على دعم القضايا الاجتماعية والسياسية اليهودية والعامة.

## التاريخ
نشأت الجمعية اليهودية الأسترالية الديمقراطية كنتيجة لوجود قلق عميق إزاء استمرار الصراع العربي الإسرائيلي، وعلى الرغم من أن بعض أعضاء الجمعية كانوا نشطين في عدد من أحزاب اليسار في أوروبا منذ ثلاثينيات القرن العشرين على الأقل، فقد كان هُناك عدد من الأعضاء الذين وُلدوا في إسرائيل أو أستراليا، أو أمضوا وقتًا طويلاً في إسرائيل، إلى جانب عدد من الأعضاء الذين نشطوا من قبل في الحركات المناهضة للحرب على فيتنام وحركات السلام الأخرى.
كان لبعض الأعضاء الرئيسيين روابط قوية بحركة السلام الإسرائيلية ، أو اليسار اليهودي ، أو الصهيونية العمالية ، أو غيرها من التقاليد الدينية والثقافية اليهودية. في الآونة الأخيرة ، أصبح الأعضاء الذين لديهم مخاوف بيئية قوية نشطين.
نشأت المنظمة في أعقاب عدد من المنظمات السابقة التي تمّ وصمها بشدة واتهامها بالمكارثية في خمسينيات القرن العشرين عندما اتخذت القيادة المجتمعية في تلك السنوات موقفًا متشددًا بشكل متزايد حيال قضية إسرائيل وفلسطين. وبعد حرب الأيام الستة في عام 1967، أدى الانخفاض الحاد في وتيرة معاداة السامية اليمينية، وصعود معاداة اليسار للصهيونية، وزيادة ثراء المجتمع إلى تأكيد وتعزيز التحرك اليهودي نحو اليمين السياسي بطريقة مماثلة لما حدث في البلدان الأخرى. ونتيجة لذلك فقد عدد صغير من المجموعات والحركات مثل حركة اليسار اليهودي في مدينة سيدني الأسترالية، وحركة السلام في سيدني، والرابطة اليهودية الراديكالية، ورابطة الطريق إلى السلام، ومجموعة أصدقاء السلام الآن الأسترالية.
تأسست الجمعية اليهودية الأسترالية الديمقراطية في عام 1984، ووصفت نفسها باعتبارها صوت تقدمي بين اليهود وصوت يهودي بين التقدميين على الرغم من معارضة الماويين وغيرهم من التقدميين لها. استضافت الجمعية إلى جانب إقامة المنتديات والمناقشات العامة أيضًا برنامجًا إذاعيًا على محطة الإذاعة المجتمعية الأسترالية في ملبورن.
في أواخر ثمانينيات القرن العشرين، وقع ما يزيد عن 550 شخصًا على بيان عام أصدرته الجمعية اليهودية الأسترالية الديمقراطية ونُشر على صفحات صحيفة جيروزاليم بوست الأسرائيلية وتُعلن فيه أن العديد من اليهود الأستراليين رفضوا رفض إسرائيل التفاوض على الأرض مقابل السلام. وفي آب (أغسطس) عام 1989، أصدرت الجمعية اليهودية الأسترالية الديمقراطية كتيبًا مكوّنًا من 12 صفحة ويحمل عنوان "قضية من أجل مستقبل إسرائيل".
وعلى الرغم من ارتباطها الواضح واهتمامها بمستقبل إسرائيل، فقد واجه أعضاء الجمعية اليهودية الأسترالية الديمقراطية بعض الانتقادات من المجتمع اليهودي تتهمهم بأنهم ليسوا متأصلين في الحياة اليهودية، وبأن تحليلهم للأحداث يتم من خلال نظرة خارجية، فقد وصفهم الصحفي الاسترالي سام ليبسكي على سبيل المثال في مقالة له نُشرت في 16 تموز (يوليو) من عام 1987 على صفحات صحيفة أوستريليان جويش تايمز بأنهم غير قادرين على فهم الارتباط التجاوزي لليهود خارج إسرائيل تجاه الدولة اليهودية.
كان هذا على الرغم من حقيقة أن الكثير من المواقف التي تبنتها الجمعية اليهودية الأسترالية الديمقراطية كانت مألوفة بالفعل ومتداولة لدى أحزاب اليسار الإسرائيلي. كانت مثل هذه التصريحات تُستخدم للهجوم على اليهود المنتقدين لإسرائيل، بمن فيهم أولئك الذين ينتمون إلى المعسكر المؤيد لإسرائيل، فحتى لوبي جي ستريت الذي كان من أقوى الداعمين للصهيونية في الولايات المتحدة الأمريكية لم يسلم من تلك الانتقادات.

## الأنشطة
لعبت الجمعية اليهودية الأسترالية الديمقراطية دورًا نشطًا في تقديم وجهة نظر بديلة داخل الجالية اليهودية الأسترالية والمجتمع الأستراليّ ككل. وقد اتخذت الجمعية اليهودية الأسترالية الديمقراطية مواقف معارضة لحصار غزة واحتلال الأراضي الفلسطينية وإقامة المستوطنات فيها، فقد دعمت الجمعية بصراحة الحقوق المدنية في كل من إسرائيل والأراضي الفلسطينية المحتلة على السواء. ومع ذلك، فقد سبق للجمعية أن أوضحت أن معارضتها ليست لدولة إسرائيل ذاتها، بل لسياسات الحكومات الإسرائيلية المتعاقبة، وحركات الاستيطان، فضلاً عن اتجاه بعض المنظمات الفلسطينية إلى التطرف.
كانت الجمعية اليهودية الأسترالية الديمقراطية أثناء حرب الخليج مؤيدة لسحب القوات العراقية من الكويت، وقد أصدرت الجمعية اليهودية الأسترالية الديمقراطية عريضة دعت فيها الأستراليين من كافة الأطياف ومن وجهات نظر مختلفة إلى معارضة أي مظاهر محلية للعنصرية أو التمييز العرقي أو الديني المرتبط بأزمة الشرق الأوسط. وبعد انتهاء حرب الخليج، جددت الجمعية اليهودية الأسترالية الديمقراطية دعوتها لإجراء مفاوضات سياسية واعتراف متبادل بين إسرائيل والفلسطينيين بالشكل الذي يؤدي إلى تلبية متطلبات الأمن الإسرائيلي والحقوق الوطنية الفلسطينية.
دعت الجمعية اليهودية الأسترالية الديمقراطية الحكومة الإسرائيلية في عام 1997 إلى قبول التسوية الإقليمية، والاعتراف بحق الفلسطينيين في إقامة دولة خاصة بهم. وفي الآونة الأخيرة، عارضت الجمعية اليهودية الأسترالية الديمقراطية بشدة الإجراءات القمعية التي تتخذها الحكومة الإسرائيلية في كُل من غزة ولبنان وفي أماكن أخرى من منطقة الشرق الأوسط.
في 1 حزيران (يونيو) عام 2010 أصدرت الجمعية اليهودية الأسترالية الديمقراطية بيانًا قويًا ضد الإجراءات الإسرائيلية وضد ما اقترفته القوات الإسرائيلية في مجزرة أسطول الحرية في غزة، ووصفته بأنه عمل إرهابي، وقالت إنه ما لم تتمكن الحكومة الإسرائيلية بشكل مقنع من دعم مزاعمها بأن قافلة مساعدات غزة لم تكن مشروع لإيصال المساعدات الإنسانية إلى غزة، بل كان في الواقع مخطط لعمل إرهابي، فإن هذا سيدعو إلى إدانة كل من يدعم حل النزاع عن طريق التفاوض ويعزز الرأي القائل بأن دعم إسرائيل المعلن لحقوق الإنسان ما هو إلا خدعة.
بالإضافة إلى تعبيرها المتكرر عن وجهات النظر حول النزاع الإسرائيلي الفلسطيني، عملت الجمعية اليهودية الأسترالية الديمقراطية أيضًا على تعزيز التعاون مع مجموعات اجتماعية أوسع حول مجموعة من القضايا. وكجزء من برنامجها، صرحت الجمعية اليهودية الأسترالية الديمقراطية باعتقادها أنه في مجتمع متعدد الثقافات حقًا مثل أستراليا، يجب أن يهتم اليهود بحقوق السكان الأصليين وحقوق جميع الأقليات الأخرى، فقد عانى جميع اليهود في وقت ما من لامبالاة العالم أمام محنة الشعب اليهودي في أكثر فتراتها فظاعة في تاريخ البشرية، ولا يمكن لليهود بعد ذلك تجاهل محنة الأقليات الأخرى. نجحت الجمعية اليهودية الأسترالية الديمقراطية في حقبة التسعينيات من القرن العشرين في أن تصبح عضوًا في مجلس الجالية اليهودية في ولاية فيكتوريا على الرغم من حملة الانتقادات الصاخبة التي عارضت حقها في تمثيل المجتمع اليهودي في أستراليا.

## الأهداف الأساسية
حاولت الجمعية اليهودية الأسترالية الديمقراطية العمل لتحقيق عدد من الأهداف الأساسيّة، وهي:
- تعزيز بناء مجتمع يهودي تعددي من خلال تشجيع المساهمات من مجموعة واسعة من مُختلف الأطياف ووجهات النظر.
- بناء مجتمعات يهودية تمنح المساواة في التعبير والمشاركة لجميع تيارات الفكر اليهودي.
- دعم المفهوم اليهودي التقليدي لشفاء وإصلاح وتحويل العالم.
- طرح وجهات نظر يهودية مغايرة حيال قضايا السلام والعدالة الاجتماعية.
- الاعتراف بحقوق الفلسطينيين والإسرائيليين في العيش بسلام على أراضيهم
- التعبير عن المخاوف اليهودية من النضال المستمر ضد كل مظاهر العنصرية التي تُمارسها الحكومات الإسرائيلية المتعاقبة.
- تعزيز العلاقة المتبادلة بين الجالية اليهودية وبقية المجتمع الأسترالي.

كما أعلنت الجمعية اليهودية الأسترالية الديمقراطية في الآونة الأخيرة أن من بين أهدافها أيضًا أن تكون صوتًا يهوديًا تقدميًا شرعيًا ومسؤولًا يرفع الوعي بين صانعي السياسات والقرارات، والأحزاب السياسية، ووسائل التواصل الاجتماعي، والمنظمات الفلسطينية التقدمية، واليهود المفكرين حول قضايانا الأساسية الثلاث، وهي قضايا تغير المناخ، ونزاعات الشرق الأوسط وقضية العدالة الاجتماعية.

## القرارات المتعلقة بالمقاطعات المحدودة
في 8 آب (أغسطس) عام 2010، أصبحت الجمعية اليهودية الأسترالية الديمقراطية أول منظمة يهودية تابعة للمجتمع الأسترالي تتبنى وجهة النظر القائلة بأن بعض حملات المقاطعة لإسرائيل قد تكون مبررة بالفعل. وعلى عكس موقف حركة المقاطعة وسحب الاستثمارات وفرض العقوبات حيال إسرائيل، فقد ركزت الجمعية اليهودية الأسترالية الديمقراطية على أولئك الذين يستفيدون من الاحتلال، وقد تُوّج هذا القرار بعملية مناقشة استمرت على مدى 16 شهرًا تم خلالها التعبير عن مجموعة واسعة من وجهات النظر في رسالتها الإخبارية. كانت حملة للمقاطعة وسحب الاستثمارات وفرض العقوبات تستهدف توسيع النشاط الاقتصادي والثقافي والفكري الإسرائيلي.
رفضت الجمعية اليهودية الأسترالية الديمقراطية قرار حملة المقاطعة وسحب الاستثمارات وفرض العقوبات حيال المجتمع المدني الفلسطيني، ودعمت فقط "إجراءات حملة المقاطعة وسحب الاستثمارات وفرض العقوبات المختارة التي تستهدف فقط إنهاء الاحتلال الإسرائيلي والحصار والاستيطان على الأراضي الفلسطينية الواقعة خارج حدود حزيران (يونيو) عام 1967.
وفي حين أن الجمعية اليهودية الأسترالية الديمقراطية لم تبدي معارضة طويلة الأمد للمقاطعات الأكاديمية الشاملة، فقد عكست الجمعية اليهودية الأسترالية الديمقراطية في بعض الأحيان مقاطعة أكاديميين إسرائيليين معينين يدعمون الاحتلال الإسرائيلي علنًا، وأوضحت المنظمة أن القرار بشأن أي إجراء لا يزال يتعين اتخاذه على أساس كل حالة على حدة.

## حملة مقاطعة منتجات المستوطنات
أطلقت الجمعية اليهودية الأسترالية الديمقراطية في أوائل عام 2013 حملة بعنوان "لا تشتري منتجات المستوطنات" رداً على التصريحات العدائية ضدها من مجلس الجالية اليهودية في فيكتوريا، كما أصدرت الجمعية اليهودية الأسترالية الديمقراطية بياناً جاء فيه أن مجلس الجالية اليهودية في فيكتوريا بصفته الهيكل العلوي للمجتمع اليهودي في ولاية فيكتوريا، يجب أن يُدرك أن المجتمع اليهودي كبير ومعقد، وأن هناك وجهات نظر مختلفة لا حصر لها حيال اليهودية والصهيونية والعلاقات مع إسرائيل، وليس دور مجلس الجالية اليهودية في ولاية فيكتوريا أو الشركات المختلفة التابعة له المراقبة وتحديد ما هو مقبول كتعبير عن اليهودية أو الصهيونية، بل ينبغي أن يُركز مجلس الجالية اليهودية في فيكتوريا على تعزيز مجتمع يهودي منفتح وشامل وديناميكي. إن تحييد أو معاقبة الجمعية اليهودية الأسترالية الديمقراطية سيكون خطوة في الاتجاه الخاطئ لمجتمع يهودي فيكتوري متنوع ومتعدد سياسيًا وللمجتمعات اليهودية في جميع أنحاء العالم.

## بيان دعم لدولة فلسطين
في 15 أيار (مايو) عام 2011 نشرت الجمعية اليهودية الأسترالية الديمقراطية مقال رأي لها على صفحات عدد من الصحف الأسترالية الرائدة من بينها ملبورن إيدج وسيدني مورنينغ هيرالد، وحثت في هذا المقال الحكومة الأسترالية على دعم قرار إقامة الدولة الفلسطينية في الجمعية العامة للأمم المتحدة الذي من المُزمع مُناقشته في أيلول (سبتمبر) عام 2011.